# Luka Marttila
Luka Marttila (ur. 30 czerwca 2003 w Masku) – fiński siatkarz, reprezentant Finlandii, grający na pozycji przyjmującego. 
Jego ojciec Antti-Jussi Marttila był asystentem trenerów i także jest trenerem młodzieżowych klubów siatkarskich. Jego młodsi bracia, o 2 lata Nooa i 6 lat Eemi, również są siatkarzami.

## Sukcesy reprezentacyjne
Srebrna Liga Europejska:
- 2022[10]

Złota Liga Europejska
- 2025[11]

## Udział siatkarza w pozostałych międzynarodowych turniejach w reprezentacji Finlandii
Mistrzostwa Europy Juniorów:
- 7. miejsce 2022[12]

Złota Liga Europejska:
- 6. miejsce 2023[13]
- 7. miejsce 2024[14]

Mistrzostwa Europy:
- 19. miejsce 2023[15]